# Zona marítimo-terrestre del Monte Hacho
Das Fauna-Flora-Habitat-Gebiet Zona marítimo-terrestre del Monte Hacho liegt im Osten der spanischen Exklave Ceuta. Trotz der geographischen Lage auf dem afrikanischen Kontinent gehört das Gebiet zum europäischen Schutzgebiets-Netz Natura 2000. 
Das etwa 8,7 km² große Schutzgebiet umfasst die Küste um die Halbinsel Península de Almina, die vom Monte Hacho gebildet wird, sowie das vorgelagerte Meer. Ein zweites Teilgebiet liegt nördlich des Hafens von Ceuta im Mittelmeer.

## Schutzzweck
Folgende Lebensraumtypen nach Anhang I der FFH-Richtlinie sind für das Gebiet gemeldet:
| EU Code | * | Lebensraumtyp (offizielle Bezeichnung)                               | Fläche [ha] |
| ------- | - | -------------------------------------------------------------------- | ----------- |
| 1170    |   | Riffe                                                                | 810,5       |
| 1230    |   | Atlantik-Felsküsten und Ostsee-Fels- und Steil-Küsten mit Vegetation | 17,5        |
| 8330    |   | Völlig oder teilweise unter Wasser liegende Meereshöhlen             | 43,6        |

### Arteninventar
Folgende Arten von gemeinschaftlichem Interesse kommen im Gebiet vor:
| Bild | EU Code | * | Art                       | wissenschaftlicher Name | Artengruppe |
| ---- | ------- | - | ------------------------- | ----------------------- | ----------- |
|      | 1351    |   | Gewöhnlicher Schweinswal  | Phocoena phocoena       | Säugetiere  |
|      | 1349    |   | Großer Tümmler            | Tursiops truncatus      | Säugetiere  |
|      | 1224    | * | Unechte Karettschildkröte | Caretta caretta         | Reptilien   |